# Chunra puncticosta
Chunra puncticosta är en insektsart som beskrevs av Walker 1870. Chunra puncticosta ingår i släktet Chunra och familjen dvärgstritar. Inga underarter finns listade i Catalogue of Life.